# Johanna Wattier
Johanna Cornelia Wattier, född 13 april 1762 i Rotterdam, död 23 april 1827 i Voorburg, var en nederländsk skådespelare. 
Hon var engagerad vid Stadsschouwburg Amsterdam från 1780 till 1815 och var under den tiden en av Nederländernas mest berömda scenartister, känd även utanför landets gränser.